# Clown – Willkommen im Kabinett des Schreckens
Clown – Willkommen im Kabinett des Schreckens (Originaltitel Clown) ist ein US-amerikanischer Horrorfilm aus dem Jahr 2019 von Eric Forsberg, der auch das Drehbuch schrieb.

## Handlung
Die Handlung beginnt mit einem Blick in die Vergangenheit. 1994 wird eine Zirkusfamilie von den Anwohnern des Örtchen Hidden Desert aus ihrem Dorf gejagt und jedes Mitglied getötet. Grund für diese Gräueltat war, dass der örtliche Pfarrer behauptete, dass die Zirkusleute vom Teufel besessen seien.
Gut 25 Jahre später befindet sich eine Gruppe Studenten auf dem Weg zu einem Musikfestival. Sie unterbrechen ihre Fahrt und pausieren in der Gegend um Hidden Desert. Davy erkundet die Gegend auf eigene Faust, um Fotos für seinen Instagram-Kanal zu schießen. Er stößt dabei auf ein leerstehendes Gruselkabinett, dieses er schließlich betritt. Dort begegnet er dem einzigen Überlebenden des einstigen Massakers im Jahr 1994, Thoth, der verkleidet als Clown Rache an Durchreisende nimmt. Nachdem Davy immer noch nicht zum Auto zurückgekehrt ist, beschließen die anderen, ihn zu suchen.
Auch sie stoßen auf das Gruselkabinett, dass Thoth in ein mit tödlichen Fallen gespicktes Labyrinth verwandelt hat. So kann Thoth unter anderen Killerpuppen kontrollieren, die die Gruppe attackieren. Der selbstsichere Austin sagt dem Clown schließlich den Kampf an.

## Hintergrund
Beim Film handelt es sich um einen Mockbuster zu Es Kapitel 2, einer Fortsetzung zu Es basierend auf dem gleichnamigen Roman von Stephen King. Er wurde auf der Koch’s Movie Ranch in Agua Dulce im US-Bundesstaat Kalifornien realisiert. Er erschien am 27. August 2019 in den USA, einen Tag nach dem dortigen Kinostart von Es Kapitel 2. In Deutschland startete der Film am 24. Januar 2020 in den Videoverleih und erhielt keine Jugendfreigabe.

## Rezeption
„Inhaltlich, inszenatorisch und schauspielerisch höchst dürftiger Horrorthriller, mit dem die Billigfilm-Schmiede „The Asylum“ auf der Erfolgswelle von „Es“ mitsurfen will. Die ermüdende Wiederholung von Tötungsszenen ist dabei das einzige erkennbare Movens der Handlung, deren amateurhafte Machart unfreiwillig komisch ist, aber nie Spannung oder Grusel aufkommen lässt.“

„Trashige Antwort auf Stephen Kings „Es“.“

Movies and Mania schreibt, ein „simpler, aber effektiver Clown-Slasher!“ Jim Morazzini für Voices from the Balcony befindet die gezeigten Charaktere als eindimensionale Klischees. So wird die von Sam Lazarus gespielte Rolle als „das dicke Kind, das viel jammert“ und der von Adam Elshar dargestellte Charakter als „der Muskelprotz, der sich wehrt“ bezeichnet. Der weibliche Cast scheint lediglich im Film vorhanden zu sein, um „süß auszusehen und viel zu schreien“. Es wird bemängelt, dass die ersten Morde im Film zu lange auf sich warten lassen. Auch stoßen einige Logiklöcher negativ auf. So wird kritisiert, dass die Gegend trotz Verlassenheit sehr gepflegt aussieht, an den Gebäudetüren frisches Polizeiklebeband klebt und es immer noch Strom gibt. Morazzini vergibt final einen von fünf Sternen.
Moria Revies bemängelt die mageren Kulissen und befindet, dass es sich trotz der Mitwirkung von Eric Forsberg um einen „beschissenen Killer-Clown-Film“ handelt. Der Cast wird ebenfalls sehr skeptisch gesehen und behauptet, dass „sie die letzte Wahl für ein normales Hollywood-Casting gewesen wären“. Außerdem wird der Verdacht geäußert, dass es sich bei der Besetzung auch um Vetternwirtschaft handelt, da die Nachnamen von Jamey Rimawi und Audrey Latt deckend mit denen der Produzenten David Michael Latt und David Rimawi sind. Der Film wird als „ziemlich langweilig“ befunden und mit 31 von Rob Zombie verglichen.
Nightmare-Horrormovies kritisiert die Gestaltung des Kabinetts, da aufgrund der engen Gänge und der hektischen Kameraführung die Ereignisse dort recht schnell unübersichtlich werden. Negativ aufgenommen werden die Tötungsszenen, die bis auf wenige Aufnahmen Off-Bild stattfinden. Über die Schauspieler wird geschrieben, sie „spielen mit viel Ernst, es wirkt nicht oft genug unfreiwillig komisch, sondern wird eher langweilen. Wenn überhaupt ist nur der Clown ordentlich besetzt.“ Insgesamt erhält der Film drei von zehn möglichen Punkten.
Im Audience Score, der Zuschauerwertung auf Rotten Tomatoes konnte der Film bei über 50 Stimmen eine Wertung von 98 % erreichen. In der Internet Movie Database hat der Film bei über 800 Stimmenabgaben eine Wertung von 2,5 von 10,0 möglichen Sternen.